# Takeshi Kitano
Takeshi Kitano (Japans: 北野 武, Kitano Takeshi) (Tokio, 18 januari 1947) is een Japans komiek, filmregisseur, acteur, schrijver, schilder en kunstenaar. In Japan is hij beter bekend onder zijn toneelnaam Beat Takeshi (ビートたけし, Bīto Takeshi). Hij is wereldwijd vooral bekend geworden van de door hem bedachte spelshow Takeshi's Castle.

## Biografie
Kitano werd geboren in de wijk Adachi, als jongste van vier kinderen van de alcoholistische huisschilder Kikujiro Kitano. Zijn moeder Saki Kitano liet hem werktuigbouwkunde studeren aan de Universiteit van Meiji. Nadat hij in 1967 zijn studie afbrak, begon hij als stand-upcomedian te werken in Asakusa. Hij leerde het vak van Senzaburo Fukami. Een jaar later maakte hij als Beat Takeshi deel uit van het comedy-duo The Two Beats. Dit duo werd eind jaren zeventig erg populair onder Japanse studenten. De bijnaam Beat Takeshi bleef hij sindsdien gebruiken.
Toen The Two Beats in de jaren tachtig uit elkaar gingen, had Kitano al naam gemaakt als mediapersoonlijkheid, onder andere door de presentatie van verschillende tv-programma's. In de volgende jaren groeide Kitano uit tot dé mediaman van Japan. Dat bleek bijvoorbeeld toen hij in 1994 door een motorongeluk tijdelijk moest stoppen met werken; de halve entertainmentindustrie viel stil.
Buiten Japan werd Kitano vooral bekend door zijn rol als de sadistische sergeant Hara in Merry Christmas, Mr. Lawrence van Nagisa Oshima, en door zijn eigen films. Hij begon als acteur, maar toen de regisseur van Sono otoko, kyobo ni tsuki (1989; Violent Cop) ziek werd, nam hij die taak over. Dit vervolgde hij meteen met de gangsterfilm 3-4x jugatsu (1990; Boiling Point).
Na zijn ongeluk in 1994 veranderde Kitano zijn levensstijl radicaal. Hij begon te schilderen, en ook zijn stijl van filmmaken veranderde, onder meer door een grote aandacht voor esthetiek.
Zijn boek Asakusa Kid werd in 2002 verfilmd door Makoto Shinozaki.
Kitano is in 2010 benoemd tot commandeur in de Franse Orde van Kunst en Letteren.

## Films

### Regisseur
Ook in het westen waren de films van Kitano te zien. Hij speelde er zelf ook vaak een rol in. Enkele van de bekendste (buiten Japan):
- Kubi (2023) (首)
- Outrage Coda (2017) (アウトレイジ 最終章)
- Ryuzo and the Seven Henchmen (2015) (龍三と七人の子分たち)
- Beyond Outrage (2012) (アウトレイジ ビヨンド)
- Outrage (2010) (アウトレイジ, Autoreiji)
- Achilles and the Tortoise (2008) (アキレスと亀, Akiresu to Kame)
- Glory to the Filmmaker! (2007) (監督ばんざい!, Kantoku Banzai)
- One Fine Day (2007) (korte film, onderdeel van Chacun son cinéma ou Ce petit coup au coeur quand la lumière s'éteint et que le film commence)
- Takeshis' (2005)
- Zatoichi (2003) (座頭市, Zatōichi)
- Dolls (2002) (ドールズ, Dōruzu)
- Brother (2000)
- Kikujiro (1999) (菊次郎の夏, Kikujirō no Natsu)
- Hana-bi (1997) winnaar van de Gouden Leeuw in 1997
- Kids Return (1996) (キッズ・リターン, Kidzu ritān)
- Getting Any? (1995) (みんな　やってるか！, Minnā-yatteruka!)
- Sonatine (1993) (ソナチネ, Sonachine)
- A Scene at the Sea (1991) (あの夏、いちばん静かな海, Ano natsu, ichiban shizukana umi)
- Boiling Point (1990) (３－４Ｘ１０月, 3-4X jugatsu)
- Violent Cop (1989) (その男、凶暴につき, Sono otoko, kyōbō ni tsuki)

### Acteur
Onder meer:
- Ghost in the Shell (2017)
- Chi to hone (2004; Engelse titel: Blood and Bones)
- Izo (2004; geregisseerd door Takashi Miike)
- Zatoichi (2003)
- Batoru rowaiaru (2000; Engelse titel: Battle Royale)
- Hana-bi! (1997; Engelse titel: Fireworks!)
- Johnny Mnemonic (1995; met Keanu Reeves)
- Minnā-yatteruka! (1995; Engelse titel: Getting Any?)
- Sonatine (1993)
- Merry Christmas, Mr. Lawrence (1983)